# Асют
Асют е град в област Асют, Египет. Населението му е 480 516 жители (по приблизителна оценка от юли 2018 г.). с голяма концентрация на коптски египтяни. Разположен е на река Нил в същото часово време като България – UTC+2. В градът се намира Асютския университет. Побратимен е с град Яш (Румъния).

## Галерия
- Асют на река Нил (картина от 1873 г.)

## Личности
- Гамал Абдел Насър, президент на Египет